# 黄龍慧南
黄龍慧南（おうりょう えなん、1002年 - 1069年4月11日）は、中国の宋代の臨済宗の僧。俗姓は章。信州玉山県の出身。後世五家七宗の一つに数えられる黄龍派 (zh:黃龍派) の祖として知られる。日本に伝えられた臨済禅のうち、栄西によるものがこの黄龍派に属する。大観4年（1110年）、徽宗により普覚禅師と諡された。

## 生涯
定水院の智鑾の下で11歳にして出家し、19歳の時に具足戒を受ける。廬山帰宗寺の自宝、廬山棲賢寺の澄諟、蘄州三角山の懐澄、衡州雲峰寺の文悦の下に参禅し、文悦により石霜楚円を紹介されてその弟子となった。景祐4年（1037年）、趙州勘婆の公案より大悟する。その後帰宗寺に戻るが、寺が火災にあった折に罪に問われて入獄した。出獄後は黄檗山（江西省北西部）を経て黄龍山（江西省・湖南省・湖北省の境界付近）に移り、公案を用いて宗風を振るい湖南省や湖北省に大いに法を広めた。熙寧2年（1069年）3月17日に示寂。
主な法嗣に東林常総、雲庵克文、晦堂祖心、雲居元祐らが居る。語録に『黄龍南禅師語録』、『黄龍南禅師語要』及び『黄龍南禅師書尺集』がある。